# Elk River (Idaho)
Elk River és una població dels Estats Units a l'estat d'Idaho. Segons el cens del 2000 tenia 156 habitants.

## Demografia
Segons el cens del 2000, Elk River tenia 156 habitants, 75 habitatges, i 54 famílies. La densitat de població era de 430,2 habitants/km².
Dels 75 habitatges en un 13,3% hi vivien nens de menys de 18 anys, en un 66,7% hi vivien parelles casades, en un 2,7% dones solteres, i en un 26,7% no eren unitats familiars. En el 21,3% dels habitatges hi vivien persones soles el 8% de les quals corresponia a persones de 65 anys o més que vivien soles. El nombre mitjà de persones vivint en cada habitatge era de 2,08 i el nombre mitjà de persones que vivien en cada família era de 2,38.
Per edats la població es repartia de la següent manera: un 13,5% tenia menys de 18 anys, un 1,9% entre 18 i 24, un 19,2% entre 25 i 44, un 41% de 45 a 60 i un 24,4% 65 anys o més.
L'edat mediana era de 53 anys. Per cada 100 dones de 18 o més anys hi havia 107,7 homes.
La renda mediana per habitatge era de 30.000 $ i la renda mediana per família de 31.250 $. Els homes tenien una renda mediana de 29.375 $ mentre que les dones 17.500 $. La renda per capita de la població era de 16.082 $. Aproximadament l'11,3% de les famílies i el 14,1% de la població estaven per davall del llindar de pobresa.

## Poblacions més properes
El següent diagrama mostra les poblacions més properes.